# 10400 Hakkaisan
10400 Hakkaisan este un asteroid din centura principală de asteroizi.

## Descriere
10400 Hakkaisan este un asteroid din centura principală de asteroizi. A fost descoperit pe 1 noiembrie 1997 la Ōizumi de Takao Kobayashi. Asteroidul prezintă o orbită caracterizată de o semiaxă mare de 2,33 ua, o excentricitate de 0,14 și o înclinație de 8,7° în raport cu ecliptica.